# Georges-Albert Boutry
 (septembre 2009).
Si vous disposez d'ouvrages ou d'articles de référence ou si vous connaissez des sites web de qualité traitant du thème abordé ici, merci de compléter l'article en donnant les références utiles à sa vérifiabilité et en les liant à la section « Notes et références ».
Pour les articles homonymes, voir Boutry.
Georges-Albert Boutry est un physicien français, né le 27 mai 1904 au Mans et mort le 18 août 1983 à Ernée. Agrégé de physique[Quand ?], docteur ès sciences, il consacra toute sa carrière à la recherche et à l'enseignement de la Physique Appliquée.

## Biographie
Il soutient en 1933 une thèse pour le doctorat ès sciences à la faculté des sciences de Paris portant sur la "Mesure de densités photographiques par la méthode photoélectrique", préparée sous la direction de Charles Fabry.
En 1936, il est nommé directeur du Laboratoire national d'essais du CNAM. En 1944, il crée une chaire de physique appliquée aux industries du vide et de l´électronique au Conservatoire national des Arts et Métiers où il est professeur.
Lors d'un séjour au Canada, il fonde le premier laboratoire d'optique de l'Université Laval.
Il est professeur d'optique instrumentale à SupOptique (Institut d'optique théorique et appliquée) de 1941 à 1944, et en publie un traité en 1946.
En 1950, avec l´appui du groupe Philips, il fonde les Laboratoires d'Electronique et de Physique appliquées (LEP) à Paris dont il assumera la présidence.
Il reçoit en 1956 le Prix Félix-Robin de la Société française de physique.

## Publications
- 1936 : Phénomènes photo-électriques et leurs applications (Éditions Hermann & Cie)
- 1942 : Introduction à l´Art de la Mesure (Éditions Hermann & Cie)
- 1946 : Optique instrumentale - préface de Armand de Gramont (Éditions Masson & Cie)
- 1962 : Physique appliquée aux industries du vide et de l'électronique (Éditions Masson - Collection du Conservatoire National des Arts et Métiers)
- 1963 : Rapport Boutry
- 1974 : La connaissance et la puissance: essai sur l'envers de la recherche (Éditions Albin Michel, coll. « Sciences d'aujourd'hui »)
- Traité d´Optique Instrumentale